# Divisões administrativas em 1929
Nesta página encontrará referências aos acontecimentos directamente relacionados com a regiões administrativas ocorridos durante o ano de 1929.

## Eventos
- Em Portugal, elevação de Chaves a cidade.
- 04 de abril: fundação do município de Marília, estado de São Paulo, Brasil.